# Pansertropper
Ved pansertropper forstås en våbenart bestående af fuldt motoriserede militære enheder, hvis primære våben er kampvogne.
Under 1. verdenskrig blev kampvogne primært brugt som støttevåben for infanteriet. I slutningen af 1920'erne begyndte man i England at eksperimentere med motoriserede enheder, som kunne operere selvstændigt. Disse bestod af kampvognsenheder, motoriseret infanteri, artilleri og ingeniørtropper. 
I løbet af 1930'erne oprettede man i flere lande egentlige panserdivisioner. I Frankrig skete denne udvikling under henholdsvis kavaleriet og infanteriet, mens man i Tyskland fulgte udviklingen i England og oprettede pansertropper som en selvstændig våbenart. Dette skete i erkendelse af, at pansertropperne som følge af deres slagkraft og bevægelighed skulle koncentreres og bruges til at udmanøvrere fjenden og trænge dybt ind bag hans linjer, frem for blot at hjælpe infanteriet frem over slagmarken. Denne tankegang viste sin berettigelse i løbet af 2. verdenskrig, men i takt med at hærens andre våbenarter blev motoriseret og udstyret med pansrede køretøjer, blev forskellen på de egentlige pansertropper og resten af hærens enheder reduceret. 
Pansertropper optræder første gang i den danske hær med hærloven af 1950, da hærens to rytterregimenter, Jydske Dragonregiment og Gardehusarregimentet blev reorganiseret som panserregimenter. Samtidig blev Generalinspektøren for Rytteriet til Generalinspektøren for Pansertopperne. I 1960'erne blev infanteri og pansertropper i stigende grad integreret og i 1970 slået sammen til én våbenart, kamptropperne.